# Saša Pergar
Saša Pergar, slovenski profesor angleščine in slovenščine ter pisatelj, *1977.
Uči na Gimnaziji Franca Miklošiča Ljutomer, zraven pa še piše, ureja in pregleduje pravljice, pripovedke ter učbenike.